# Campanula specularioides
Campanula specularioides es una planta de la familia de las campanuláceas.

## Descripción
Planta anual, generalmente glabra. Los tallos alcanza un tamaño de (10-) 17-30 cm de altura, decumbentes, ramificados. Las hojas suborbiculares, ovadas u oblongas, obtusas, enteras o ligeramente crenadas; las inferiores y medias largamente pecioladas; las superiores con pecíolo corto; las de la inflorescencia bracteiformes, sentadas y agudas. Flores de 9,5-15 mm, largamente pediceladas. Pedicelos generalmente con 2 bracteolas. Cáliz de 4,5-10 mm; lóbulos de 4-7,5 x 0,9-1,5 mm, oblongos, agudos, enteros. Corola de 8,5-12 mm, azul. Filamentos estaminales con escama basal ovada, pubescente en el ápice por la cara interna, ciliada. Anteras de 2,2-3 mm, amarillas, apiculadas. Ovario híspido, rara vez glabro. Estilo generalmente glabro. Cápsulas de 2,8-3,5 x 2,8-3,3 mm, subesféricas o esféricas, dehiscentes por poros situados hacia la parte media. Semillas de 0,6-0,7 x 0,25-0,3 mm, oblongoideas. Florece y fructifica de junio a julio.

## Distribución
Se encuentra en grietas de roquedos calcáreos.  Endémica de las montañas del Sur de España en Grazalema.

## Taxonomía
Campanula specularioides fue descrita por Ernest Saint-Charles Cosson y publicado en Notes sur Quelques Plantas Critiques 41. (1849)
Sinonimia
- Campanula elatines Bouton ex Willk. & Lange
- Campanula lusitanica subsp. specularioides (Coss.) Aldasoro & L.Sáez.[3][4]